# دانشگاه ایالتی داکوتای جنوبی

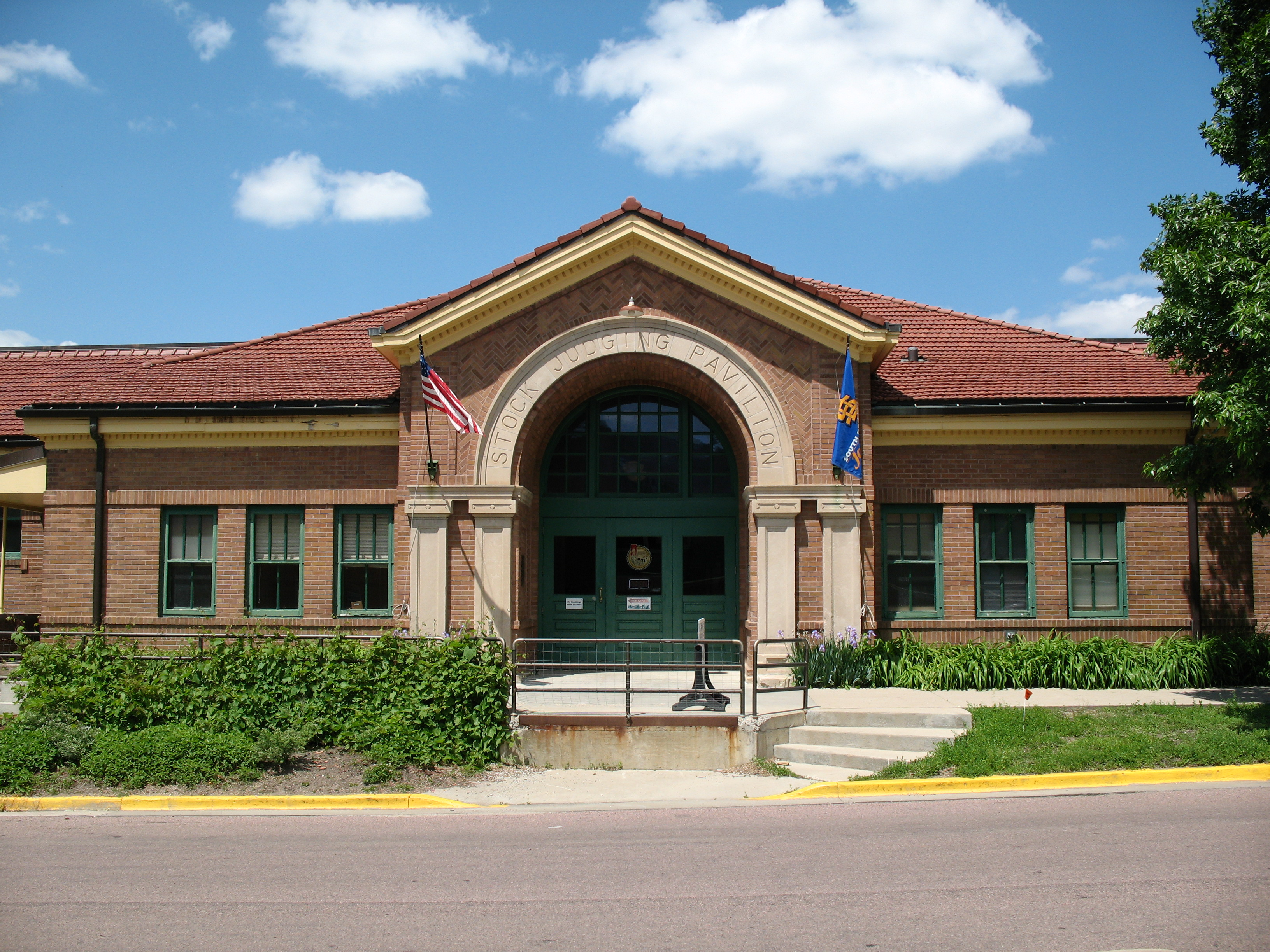
موزه کشاورزی در دانشگاه

دانشگاه ایالتی داکوتای جنوبی (به انگلیسی: South Dakota State University) تأسیس ۱۸۸۱، دانشگاهی است در ایالت داکوتای جنوبی در آمریکا.

## نگارخانه

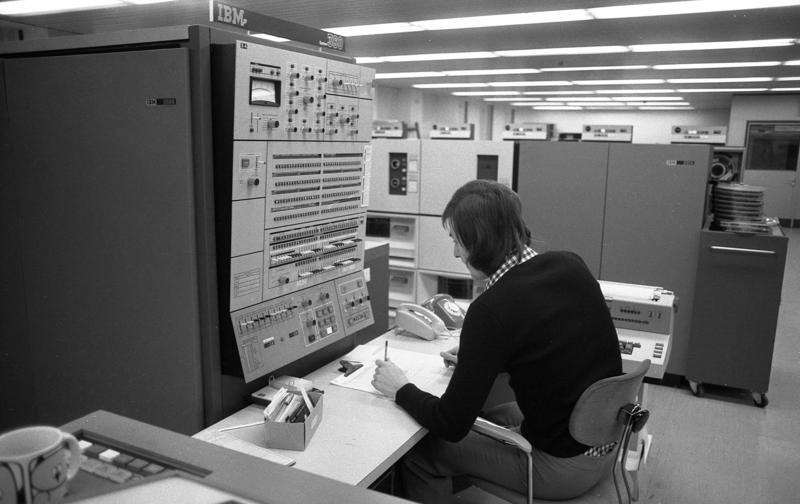
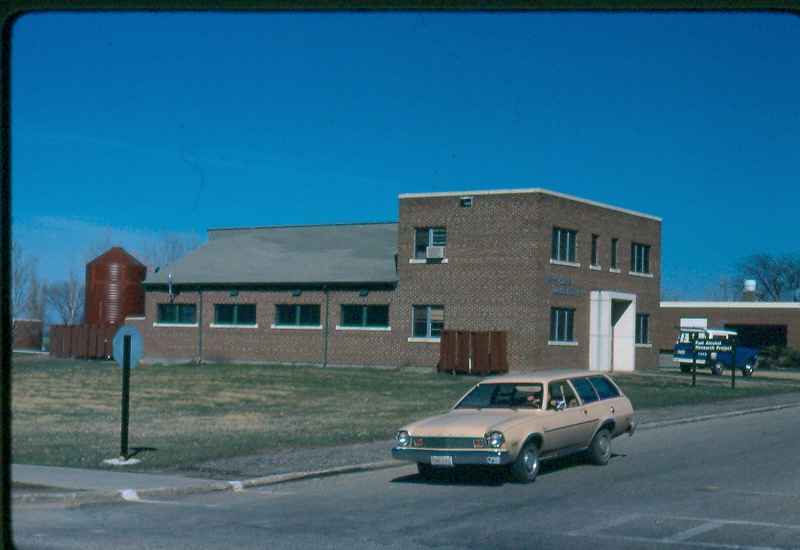